# Classe Grajaú

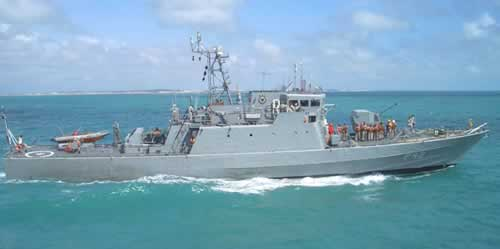
NPa Graúna (P-42) in navigazione

La classe Grajaú è una famiglia di navi pattugliatori (NPa) della Marina brasiliana, composta da dodici navi costruite dai cantieri Arsenal de Marinha do Rio de Janeiro (AMRJ), Astillero Mauá, Peene-Werft (Germania) e Indústria Naval do Ceará (INACE). Nel 2009, il cantiere INACE ha prodotto un'altra unità per la Marina della Namibia.

## Unità
| Distintivo ottico | Nome                | Varo             | Entrata in servizio | Cantiere       | Intitolazione               |
| ----------------- | ------------------- | ---------------- | ------------------- | -------------- | --------------------------- |
| P-40              | NPa Grajaú          | 21 maggio 1993   | 1º dicembre 1993    | AMRJ           | Grajaú                      |
| P-41              | NPa Guaíba          | 10 dicembre 1993 | 12 settembre 1994   | AMRJ           | Fiume Guaíba                |
| P-42              | NPa Graúna          | 10 novembre 1993 | 15 agosto 1994      | Estaleiro Mauá | Fiume Graúna                |
| P-43              | NPa Goiana          | 26 gennaio 1994  | 26 febbraio 1997    | Estaleiro Mauá | Fiume Goiana                |
| P-44              | NPa Guajará         | 24 ottobre 1994  | 28 aprile 1995      | Peene-Werft    | Baia di Guajará             |
| P-45              | NPa Guaporé         | 24 gennaio 1995  | 29 agosto 1995      | Peene-Werft    | Fiume Guaporé               |
| P-46              | NPa Gurupá          | 11 maggio 1995   | 8 dicembre 1995     | Peene-Werft    | Gurupá                      |
| P-47              | NPa Gurupí          | 6 settembre 1995 | 23 aprile 1996      | Peene-Werft    | Fiume Gurupí                |
| P-48              | NPa Guanabara       | 5 novembre 1997  | 9 luglio 1999       | INACE          | Baia di Guanabara           |
| P-49              | NPa Guarujá         | 24 aprile 1998   | 30 novembre 1999    | INACE          | Guarujá                     |
| P-50              | NPa Guaratuba       | 16 giugno 1999   | 11 ottobre 1999     | Peene-Werft    | Guaratuba                   |
| P-51              | NPa Gravataí        | 26 agosto 1999   | 17 febbraio 2000    | Peene-Werft    | Fiume Gravataí              |
| P-11              | NS Brendan Simbwaye | 1º maggio 2008   | 16 gennaio 2009     | INACE          | Brendan Kongongolo Simbwaye |